# Grant Turner
Pour les articles homonymes, voir Turner.
Grant Turner est un footballeur puis entraîneur néo-zélandais, né le 7 octobre 1958 et mort le 28 février 2023 à Tauranga. Il évolue au poste de milieu offensif du milieu des années 1970 à la fin des années 1980. Il est un des meilleurs joueurs de l'histoire du football néo-zélandais.
Après des débuts au Stop Out SC (en), il joue notamment au Petone FC et au Gisborne City AFC. Il compte 42 sélections pour 14 buts inscrits en équipe de Nouvelle-Zélande et dispute la Coupe du monde 1982 avec la sélection néo-zélandaise.

## Biographie
Grant Turner commence le football professionnel au sein de Stop Out SC (en) où il dispute trois rencontres en 1976. Il rejoint en 1977 le Petone FC en Division 2 et dispute avec ce club 46 rencontres pour 39 buts marqués. En 1980, il rejoint le Gisborne City AFC et termine en fin de saison vice-Champion de Nouvelle-Zélande. Milieu de terrain agressif possédant le sens du but, il connaît, la même année, sa première sélection en équipe nationale, le 20 août 1980, face au Mexique. Il inscrit à la 64e minute le quatrième but de la victoire des Néo-Zélandais, quatre buts à zéro,.
Lors des éliminatoires de la Coupe du monde 1982, il est un des joueurs clé de la sélection et dispute 13 des 15 rencontres. Il réalise notamment un très grand match face à l'Australie le 16 mai 1981. Il inscrit de la tête le deuxième but de la victoire néo-zélandaise sur le score de deux buts à zéro. Après trois saisons avec son club, il rejoint le club australien des West Adelaide Hellias et remporte en février 1982 la Ampol Cup.
Sélectionné pour la Coupe du monde,, il ne dispute aucune rencontre lors de la compétition à cause d'une blessure à la cheville à l'entraînement. De retour au Gisborne City AFC, il est finaliste de la Coupe de Nouvelle-Zélande en 1983 puis en 1984.
En 1985, il retourne au Petone FC pour une saison puis, s'engage au  Miramar Rangers AFC en 1986 avec qui il termine vice-champion en fin de saison. Après deux saisons avec ce club, il rejoint le Wellington United AFC où il connaît sa dernière sélection internationale, le 27 mars 1988, face à Israël, une défaite sur le score d'un but à zéro. Il devient ensuite entraîneur-joueur puis entraîneur pendant à quatre ans à Mount Maunganui AFC puis dirige ensuite Petone FC, Stop Out SC, en 2007, et Tauranga City United,.

## Palmarès
- Vainqueur de la Ampol Cup en 1982 avec West Adelaide Hellias.
- Vice-Champion de Nouvelle-Zélande en 1980 avec Gisborne City AFC et en 1986 avec Miramar Rangers AFC.
- Finaliste de la Coupe de Nouvelle-Zélande en 1983 et 1984 avec Gisborne City AFC.
- Vainqueur du tournoi Air New Zealand en 1984 avec Gisborne City AFC.
- Finaliste du Challenge Trophy en 1981 avec Gisborne City AFC.
- 42 sélections pour 14 buts inscrits avec la Nouvelle-Zélande.